# Aberfanolyckan
Aberfanolyckan var en rasolycka i byn Aberfan, nära Merthyr Tydfil i Wales på morgonen den 21 oktober 1966, där 116 barn och 28 vuxna omkom. Den inträffade då kolslam började glida nedåt mot byn Aberfan, som var belägen i dalgången nedanför stadens kolgruva. De flesta av olyckans dödsoffer var barn och personal på byns lokala grundskola, som totalförstördes av flödet med kolslam 
Fastän de lokala myndigheterna 1963 varnat från att dumpa grus och sten på berget bredvid byns grundskola, hade NCB i stort sett ignorerat varningen.

### Fotnoter
1. ↑   .”1966: Coal tip buries children in Aberfan”. BBC. 21 oktober 1966. http://news.bbc.co.uk/onthisday/hi/dates/stories/october/21/newsid_2705000/2705335.stm. Läst 14 februari 2013.
2. ↑  Iain McLean & Martin Johnes: The Aberfan Disaster website